# Kokugaku
Il Kokugaku (Kyūjitai : 國學 /Shinjitai : 国学 ; studi nazionali) fu una scuola filosofica e filologica giapponese che nacque durante il periodo Tokugawa. I discepoli del  Kokugaku avevano l'obiettivo di ricondurre la formazione dei giapponesi, al tempo orientata allo studio di testi cinesi confuciani e buddisti, verso i classici del pensiero giapponese.

## Storia
Ciò che più tardi fu noto come Kokugaku prese origine nel XVII e XVIII secolo dal Kogaku ("studi antichi") e dal Wagaku ("studi giapponesi"), anche detto inishie manabi da Motoori Norinaga e dalla sua scuola.
Radicandosi a fondo nello Shintoismo e nell'antica letteratura giapponese questa linea di pensiero si rivolse al passato verso quella che percepiva come età dell'oro della cultura e della società giapponese. Il termine Kokugaku fu coniato per distinguere questa scuola dal Kangaku (studi cinesi) e fu diffuso da Hirata Atsutane nel XIX secolo.
Questa filosofia favorì la nascita del movimento Sonnō jōi e, più tardi, contribuì alla caduta dello shogunato Tokugawa (1868) e alla restaurazione Meiji.

## Principi
Secondo la scuola Kokugaku la nazione giapponese era naturalmente pura e avrebbe rivelato tutto il suo splendore una volta che si fosse liberata dalle influenze straniere e, in particolare, cinesi. Il «cuore cinese» veniva considerato diverso dal «vero cuore» o «cuore giapponese». Tale autentico spirito giapponese non avrebbe potuto svilupparsi in modo pieno se non dopo avere annullato mille anni di negativa influenza cinese.

## Esponenti celebri del Kokugaku
- Hagiwara Hiromichi
- Hirata Atsutane
- Motoori Norinaga
- Motoori Ōhira
- Nakane Kōtei
- Ueda Akinari
- Date Munehiro
- Kamo no Mabuchi